# Долинівка (Стрийський район)
Доли́нівка (раніше — Феліцентал, нім. Felizienthal) — село в Україні, у Стрийському районі Львівської області. Населення становить 310 осіб. Орган місцевого самоврядування — Козівська сільська рада.

## Назва
Раніше на території села було німецьке поселення (колонія) Феліцієнталь.
7 (20) листопада 1917 року, відповідно до Третього Універсалу Української Центральної Ради, увійшло до складу Української Народної Республіки.
Село перейменоване польською владою 18 лютого 1939 року на Фелін (Felin).
За роки радянської влади село в документах називали «Долинівці». 1989 р. селу надали сучасну назву.

## Розташування
Село розташоване вздовж річки Сможанки, при північних відногах хребта Довжки, у межах Стрийсько-Сянської Верховини.

## Історія
В рамках Францисканської колонізації до 1805 р. в Галичині оселилося 629 сімей з Німеччини (в тому числі — 603 із числа австрійських провінцій). В контексті цієї поселенської політики (Бьомервальдська колонізація) виникла колонія Феліцієнталь (нім. Felizienthal) у Сколівському окрузі у 1835 році.
В 1881 році в селі було 38 будинків, проживало 245 мешканців. В селі була сірникова фабрика.
Радянська влада вивезла німців до Вартеґау.

## Населення
Згідно з переписом УРСР 1989 року чисельність наявного населення села становила 271 особа, з яких 123 чоловіки та 148 жінок.
За переписом населення України 2001 року в селі мешкало 310 осіб.

### Мова
Розподіл населення за рідною мовою за даними перепису 2001 року:
| Мова       | Відсоток |
| ---------- | -------- |
| українська | 99,68 %  |
| російська  | 0,32 %   |